# Мещерский, Иван Сергеевич
Князь Иван Сергеевич Мещерский (1775—1851) — помещик из рода Мещерских, построивший первый в России сыродельный завод.

## Биография
Родился 11 (22) декабря 1775 года в семье Сергея Васильевича Мещерского (1737—1781), действительный статский советник; у него были ещё сын Пётр (1778—1856/1857), дочь Анна (1780—1820; в замужестве сначала Ладыженская, затем жена С. А. Мальцова).
В 1812 году в Лотошино построил завод по производству сыра, возглавил который швейцарец Йоганн Мюллер. Сыры делали из местного сырья (в стадах даже появились швейцарские коровы) по швейцарским рецептам — Голландский, Тильзит, Бакштейн. Впоследствии был разработан собственный сорт — «Мещерский», который демонстрировался на международных выставках-ярмарках и который закупали лучшие магазины и рестораны Москвы и Санкт-Петербурга;. При заводе имелась лаборатория для выращивания чистых культур закваски, которыми обеспечивалось не только собственное производство, но и другие сыроварни России. В 1891 году на базе фабрики Сергей Борисович Мещерский создал школу мастеров сыроварения, которая в 1910 году была преобразована в Лотошинскую школу молочного хозяйства. Выпускник этой школы Иван Васильевич Переломов в 1917 году вместе с другими «питомцами школы принимал активное участие в спасении племенного скота, а также всех учебных зданий и лабораторий до перевода этой школы в Рязанскую губернию под крыло Ивашкевича — соратника Н. В. Верещагина».
Умер 17 (29) марта 1851 года. Похоронен в Новодевичьем монастыре; могила была уничтожена в 1930-е годы.

## Семья
Первая жена Елена Александровна Трубецкая, внучка Н. Ю. Трубецкого; у них — сын Василий (1796/1797—1871), который был женат на дочери тайного советника барона Б. И. Фитингофа, Шарлотте Борисовне (1796—1841); у них было 11 детей, в числе которых: Борис (1818—1884), Елена (1819—1905), Александр (1822—1900/1901), Иван (1826—1906).
Вторая жена, писательница Софья Сергеевна Всеволожская (1775—1848), принимавшая участие в составлении и переводе разных брошюр, печатавшихся в 1820-е и 1830-е годы. Имели пятерых детей. В 1805 году для проживания семьи в Москве, в Хамовней слободе был построен дом в усадьбе, владельцем которой позже стал Л. Н. Толстой.